# La integritat de Joseph Chambers
La integritat de Joseph Chambers (títol original en anglès, The Integrity of Joseph Chambers) és una pel·lícula dramàtica estatunidenca del 2022 escrita i dirigida per Robert Machoian i protagonitzada per Clayne Crawford. S'ha subtitulat al català.
La producció va començar a Alabama el desembre de 2020. La pel·lícula es va estrenar el juny de 2022 al Festival de Cinema de Tribeca.